# サン・カルロ・アッレ・クワトロ・フォンターネ聖堂

平面図

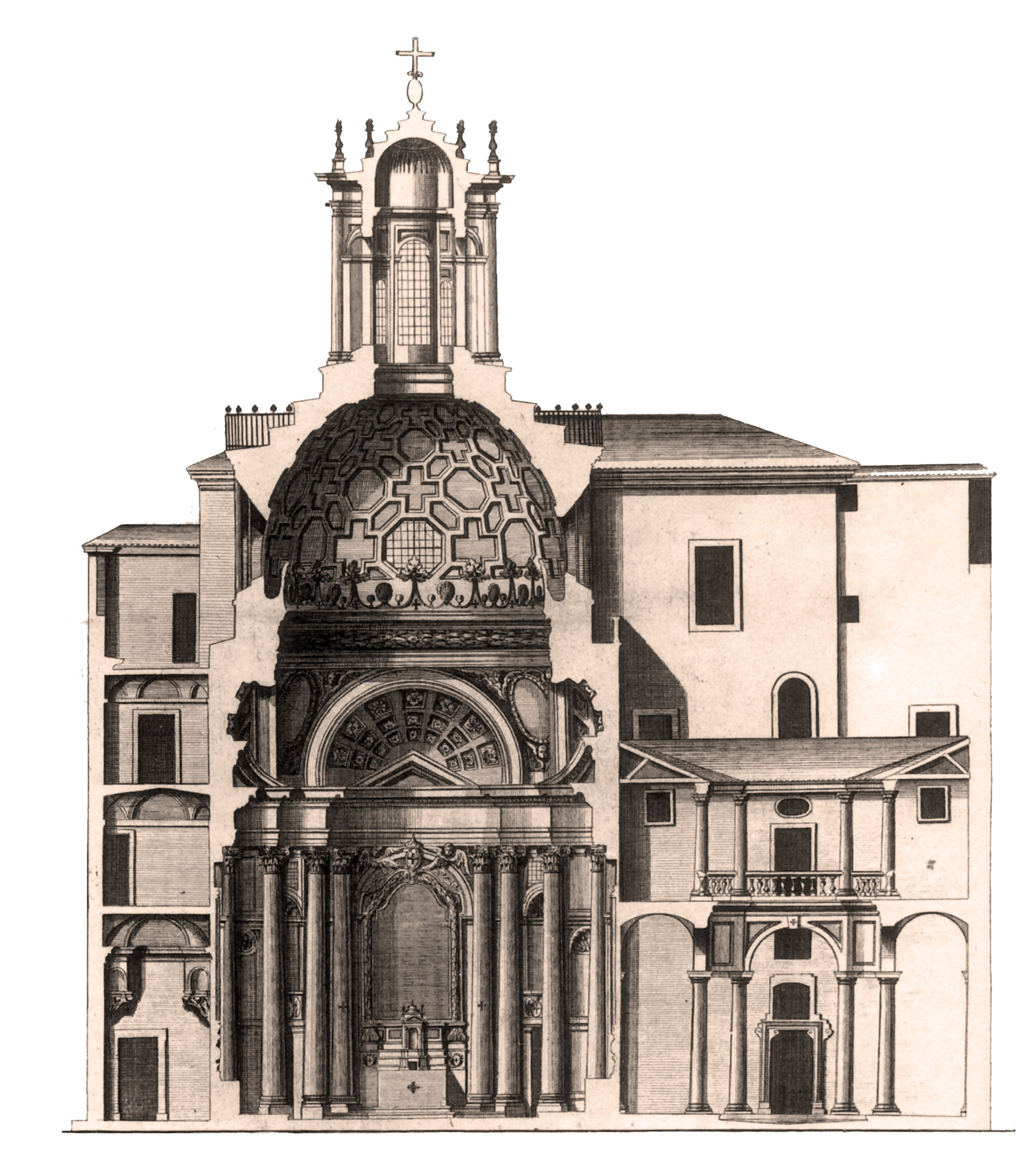
断面図（1730年ごろ）

サン・カルロ・アッレ・クワトロ・フォンターネ聖堂（イタリア語: Chiesa di San Carlo alle Quattro Fontane、1638年～）は、ローマにあるカトリック教会の聖堂で、建築家フランチェスコ・ボッロミーニの独立後最初の作品である。聖カルロに捧げられたローマにある3つの教会の1つであり、他にはサン・カルロ・アイ・カティナーリ教会とサン・カルロ・アル・コルソ教会がある。
この教会と修道院は、9月20日通り～クイリナーレ通り×クワトロ・フォンターネ通り に交わる「クワトロ・フォンターネ」という交差点の南西の角にある。通りが斜めに交差するこの交差点の4つの角にはそれぞれ噴水があるため、このように呼ばれている。交差している通りの1つであるピア通り（現在の9月20日通り）に沿って後にベルニーニがサンタンドレア・アル・クイリナーレ教会を建てた。
敷地が限られていたため、平面図や断面図を見るとかなり難しい設計を強いられたことがわかる。教会のとなりには回廊があり、どちらもピア通りに面している。修道院の建物群はその周囲にあり、ボッロミーニはその背後に庭園を設計することを想定していた。

## 歴史
バロック建築の傑作の1つで、キリスト教徒の奴隷解放に尽力したスペインの三位一体修道会が所有する修道院を中心とした複合建築物の一部としてクイリナーレの丘に建設された。ボッロミーニは1634年、建設を後援した枢機卿フランチェスコ・バルベリーニから依頼を受けた。バルベリーニ卿はこの聖堂とは通りを隔てたすぐ近くに宮殿を構えていた。だがこの資金援助は長く続かず、建設プロジェクトは様々な財政問題に直面することになる。修道院の建物群と回廊が先に完成し、その後教会が1638年から1641年に建設され、1646年に聖カルロ・ボッロメーオに捧げられた。うねるようなファサードのアイデアは当初（おそらく1630年代中ごろ）からあったと思われるが、ファサードの建設が行われたのはボッロミーニの最晩年で、ファサード上部は彼の死後になって完成した。

## 外観
この教会のファサードは古典的でない形で、波打つような凹凸を示している。高いコリント式円柱が台座の上に立ち、主たるエンタブラチュアを支えている。これにより、上下2層と左右3部構成の全体の枠組みが決められている。主要な円柱の間に小さい円柱があってそれぞれのエンタブラチュアを支える構造で、それらが壁龕や窓の枠を形成し、そこに様々な彫像や主玄関が置かれている。
中央上層には天使像に支えられた楕円形の大メダルがある。主玄関の上にはケルビム像を両脇に配した聖カルロ・ボッロメーオの像（Antonio Raggi 作）があり、その左右に三位一体修道会の創設者である St. John of Matha と St. Felix of Valois の像がある。

## 内部
教会内部は並外れていて複雑である。基本は上下3層構造で、地表面の下層部、穹隅の移行層、格間のある楕円形のドーム部分に分けられる。
下層部では、主玄関の正面に主祭壇があり、それと交差する軸上に二つの祭壇がある。それらの間に16本の柱が4本ずつ立っていて、その上に幅広いエンタブラチュアが一周取り囲んでいる。したがって基本的には十字形の設計のように思われるが、柱の配置は十字形ではなく斜めに並んでいるため、同時に全ての祭壇が見えるようになっている。柱の間に壁龕や繰形や扉が配され、全体として波打つような動きを感じさせる効果を生んでいる。その独特のリズムのある設計とその根底にある幾何学は建築史上においても重視されており、教会の象徴主義やボッロミーニの業績を語る上でも重要とされている。

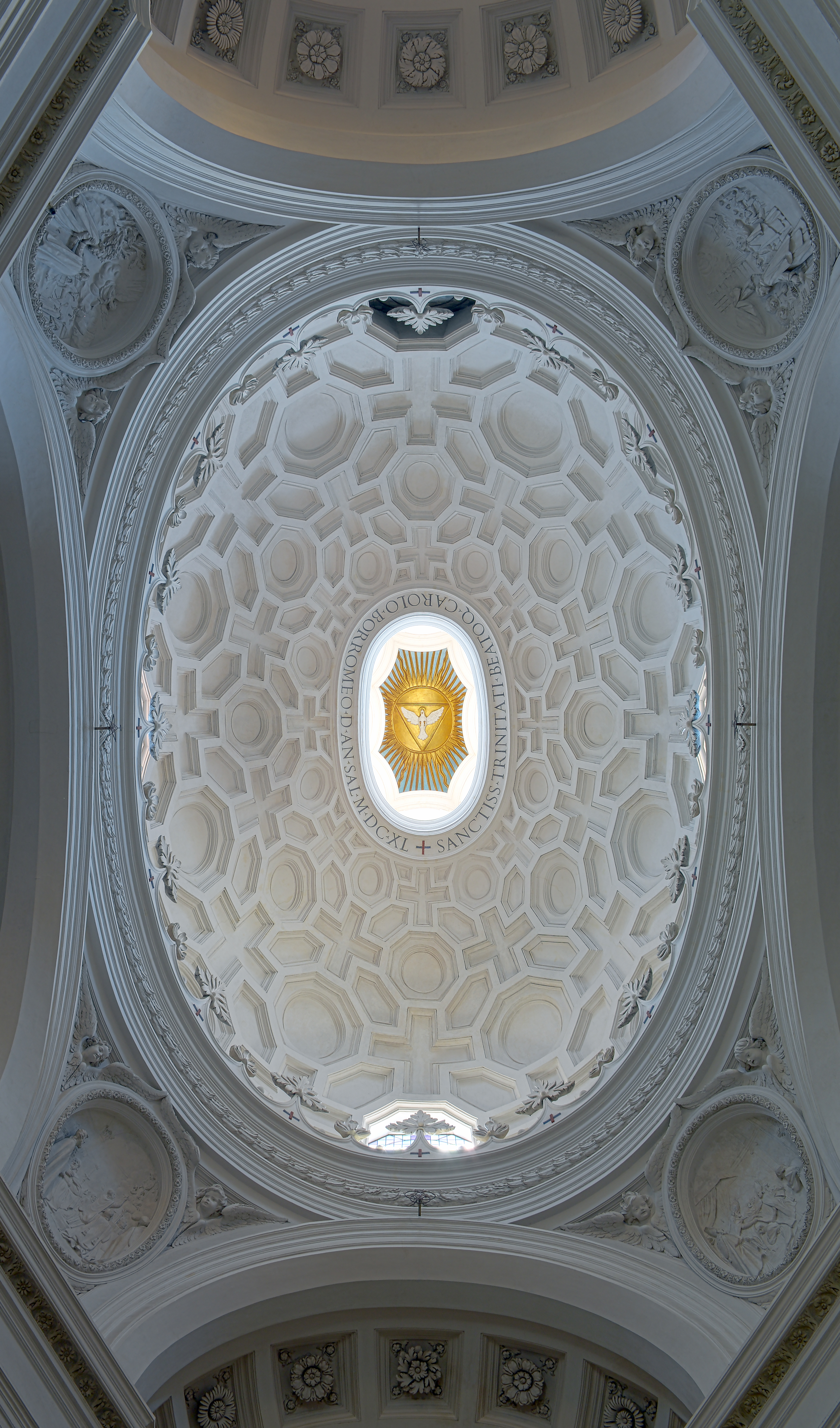
複雑な幾何学模様を持つドーム

穹隅の層は、下層のほぼ十字形の波打つ形状からドームの楕円形の開口部へと遷移させるための部分である。4つのグループに分かれている下層の柱から対角線的にアーチが伸び、楕円形のエンタブラチュアを支えている。
ドームの基部となる楕円形のエンタブラチュアには木の葉形の「冠」があり、ドーム内壁には八角形と十字形と六角形を組み合わせた格間が施され、上にいくに従って格間が小さくなっている。ドーム基部の四方にある窓と頂上の天窓から光が射し込むようになっている。特に聖三位一体のシンボルが描かれた天窓は最も明るく、ドーム内壁の格間は下にいくに従って徐々に暗くなっている。

## 地下聖堂
地下聖堂は地上とほぼ同じ形と広さであり、天井は低い。南東部分にはボッロミーニが自身の埋葬を希望していた礼拝室がある。地下聖堂も大小の壁龕が壁に並んでいて、波打つような形状になっている。

## 回廊

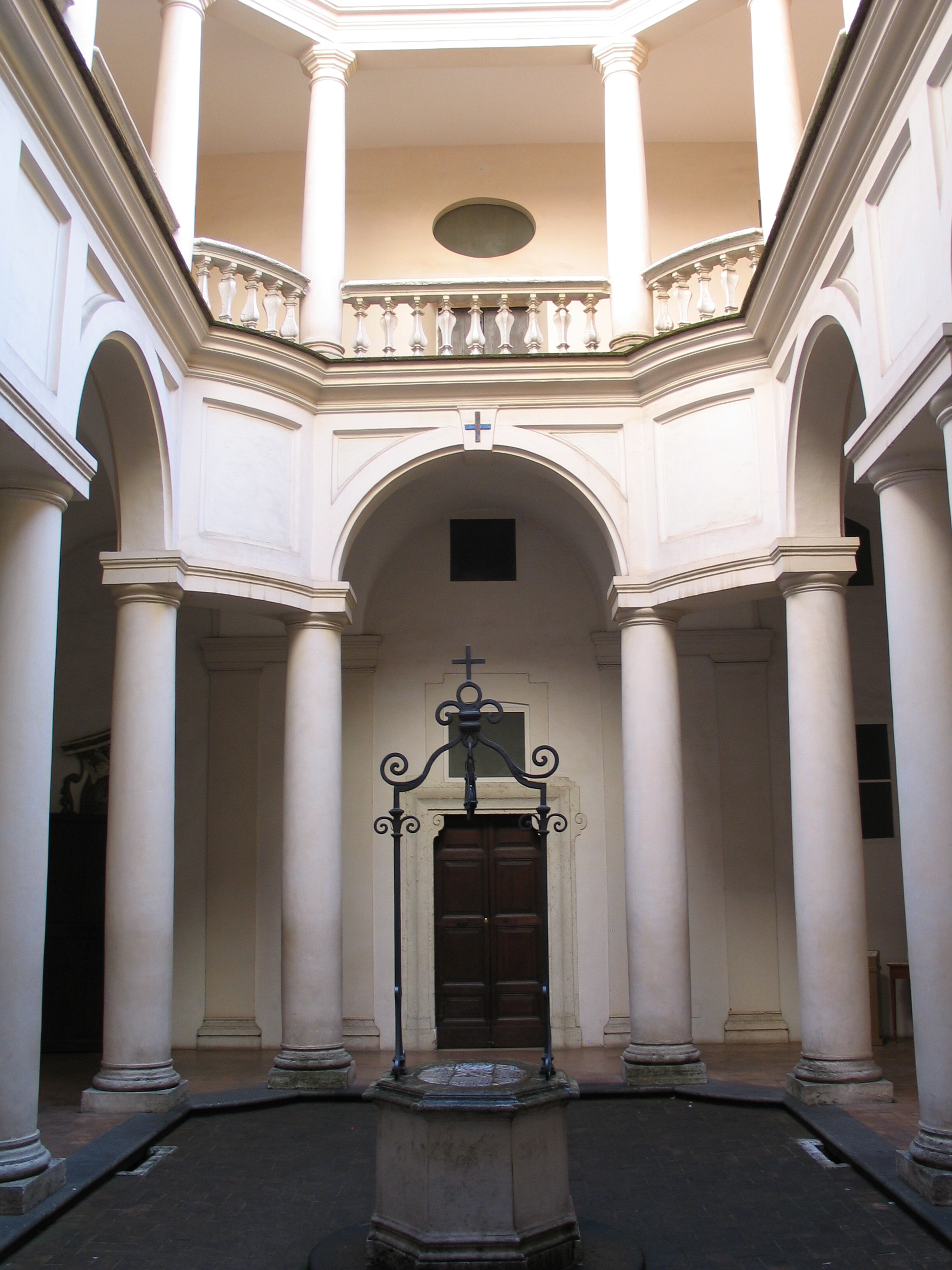
回廊

教会の隣には2層構造の回廊がある。玄関方向の軸が長い長方形になっているが、角が斜めに切り取られているため、長い八角形と見ることもできる。12本の柱は上部がアーチになっているところと平らになっているところが交互に並んでいる。角の部分は斜めになっていて、上層の手摺の手すり子は独特の形状をしている。中央に八角形の井戸があり、上層の柱の柱頭が八角形になっていて、全体の幾何学的主題が強調されている。